# 大阪交番検査車両所

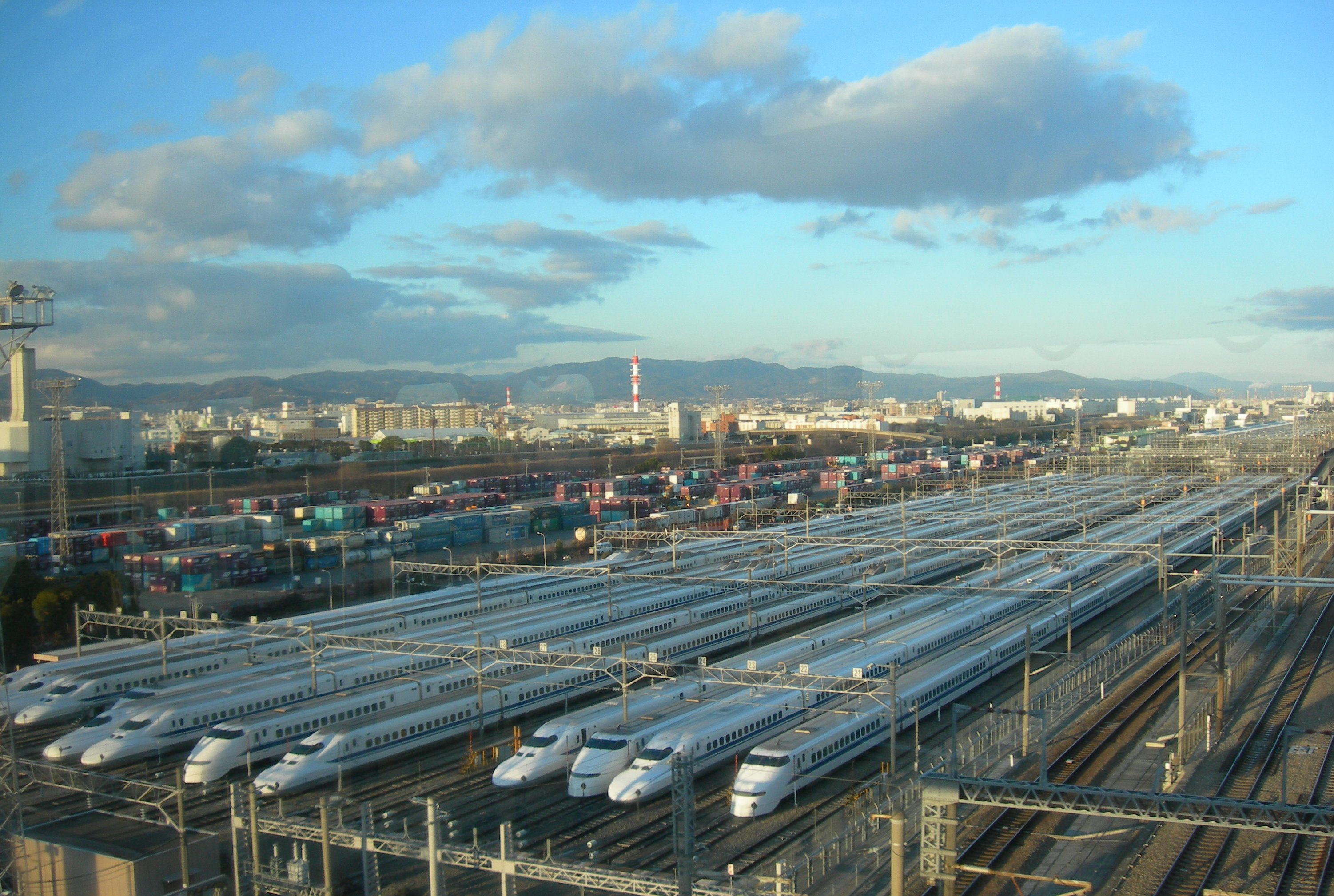
鳥飼車両基地（2008年1月）

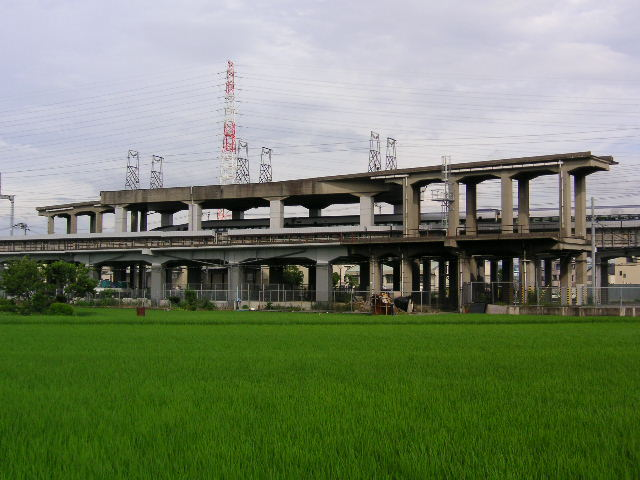
貨物列車運転構想による高架橋（2006年7月撮影、解体され現存しない）

大阪交番検査車両所（おおさかこうばんけんさしゃりょうしょ）は、大阪府摂津市安威川南町にある、東海旅客鉄道（JR東海）関西支社に属する車両基地。交番検査を担当する基地で、新幹線車両が配置されている。部内略称は大交両（だいこうりょう）。大阪仕業検査車両所、大阪修繕車両所、大阪台車検査車両所とあわせて鳥飼車両基地と総称される。
大規模車両所であるため、シャトルバスが車両所内を巡回している。新大阪側からのみ、回送してくる車両が入線できる構造である。
なお、大阪車両所の京都側（摂津市鳥飼八町付近）には約90mにおよぶ高架橋の遺構が存在するが、これは東海道新幹線の計画当時、貨物列車の運転を計画していた名残（操車場の設置予定）である。新幹線の運行を妨げない形での撤去が困難だったため定期検査や耐震化工事まで実施しながら長らく残されてきたが、2013年より順次撤去工事が始まった。

## 歴史
- 1988年（昭和63年）4月1日：大阪第一運転所が分割され、交番検査部門が大阪第二車両所となる。車両配置も継承。
- 2009年（平成21年）7月1日：基地内の車両所再編等に伴い、大阪交番検査車両所に名称変更。引き続き交番検査を行う。
- 2013年（平成25年）：交番検査車両所京都側に新幹線による貨物輸送のために建設された高架橋の撤去を開始。

## 設備
- 現業事務所
- 検修線（検修庫）2線

## 配置車両の車体に記される略号
「幹オサ」 - 新幹線を意味する「幹」と大阪を意味する「オサ」から構成される。

## 配置車両
2021年4月1日現在の配置車両は以下のとおり。
- N700系電車（976両）
  - 1000番台の16両編成25本[注釈 1]
  - 2000番台の16両編成36本[注釈 2]

- N700S系電車 （96両）
  - 0番台の16両編成6本[注釈 3]

### 過去の配置車両
0系電車
東海道新幹線開業の1964年（昭和39年）から配置されていたが、1999年（平成11年）度内に全車廃車となっている。
100系電車
0番台の16両編成（G編成）が1988年（昭和63年）から配置されていたが、2004年（平成16年）3月までに全車廃車となっている。
300系電車
0番台の16両編成（J編成）が配置されていたが、2011年（平成23年）3月までに全車廃車となっている。
700系電車
0番台の16両編成（C編成）が配置されていたが、2020年（令和2年）3月までに全車廃車となっている。